# Grammorhoe custodiata
Grammorhoe custodiata là một loài bướm đêm trong họ Geometridae.